# Ghiacciaio Venere
Il ghiacciaio Venere è un ghiacciaio lungo circa 18 km e largo 11, alla bocca, situato sulla costa orientale dell'isola Alessandro I, al largo della costa della Terra di Palmer, in Antartide. Il ghiacciaio, il cui punto più alto si trova a oltre 500 m s.l.m., si trova nella parte meridionale delle cime Pianeta, a nord del ghiacciaio Nettuno, da cui è separato dalla cresta Offset, e da qui fluisce verso est fino ad andare ad alimentare la piattaforma di ghiaccio Giorgio VI, che ricopre l'omonimo canale, tra punta Tritone, a sud, e le scogliere Chiave di volta, a nord.

## Storia
Il ghiacciaio Venere fu probabilmente avvistato per la prima volta da Lincoln Ellsworth, il quale, il 23 novembre 1935, effettuò una ricognizione aerea del segmento di costa in cui si trova il ghiacciaio, fotografandolo e dando la possibilità al geografo statunitense W. L. G. Joerg di mapparlo, seppure non in maniera dettagliata. La parte terminale del ghiacciaio è stata grossolanamente esplorata nel 1936 dalla spedizione britannica nella Terra di Graham, 1934-37, al comando di John Rymill, mentre l'intera formazione è stata così battezzata dal Comitato britannico per i toponimi antartici in seguito a una nuova esplorazione della sua parte terminale effettuata nel 1948 e nel 1949 dal British Antarctic Survey (al tempo ancora chiamato "Falkland Islands Dependencies Survey", FIDS). Il nome deriva da quello del pianeta Venere, secondo la consuetudine adottata dal suddetto comitato di battezzare tutte le formazioni di questa regione con un nome inerente all'astronomia. L'intero ghiacciaio è stato infine mappato nel 1960 da D. Searle, cartografo del FIDS, sulla base di fotografie aeree scattate durante la spedizione antartica di ricerca comandata da Finn Rønne, svoltasi nel 1947-48.